# Европейский ордер на арест
Европейский ордер на арест (EAW) — ордер на арест, действующий на территории всех государств-членов Европейского Союза (ЕС). Законодательство о Европейском ордере на арест предусматривает экстрадицию в течение 90 дней со дня ареста или в течение 10 дней, если задержанное лицо даёт согласие на экстрадицию.
EAW может быть выдан только в целях проведения уголовного преследования (но не в целях проведения следствия), или же в целях обеспечения наказания лишением свободы. EAW может быть выдан только за преступления, предусматривающие максимальное наказание в виде лишения свободы на 12 месяцев и более. Если срок наказания был частично отбыт, EAW может быть выдан только, если осуждённому осталось отбыть по крайней мере четыре месяца до конца срока заключения.
Внедрение системы EAW было предназначено для повышения скорости и лёгкости экстрадиции среди страны членов ЕС, удалив политическую и административную фазы принятия решений, которые были характерны для предыдущей системы экстрадиции в Европе. По системе EAW весь процесс находится исключительно в юрисдикции судебной системы стран участников ЕС. С 2004 года страны ЕС стали использовать EAW более часто. По оценкам государств-членов ЕС число выданных в соответствии с EAW возросло с примерно 3000 в 2004 году до 13500 в 2008 году.